# Z-Diode

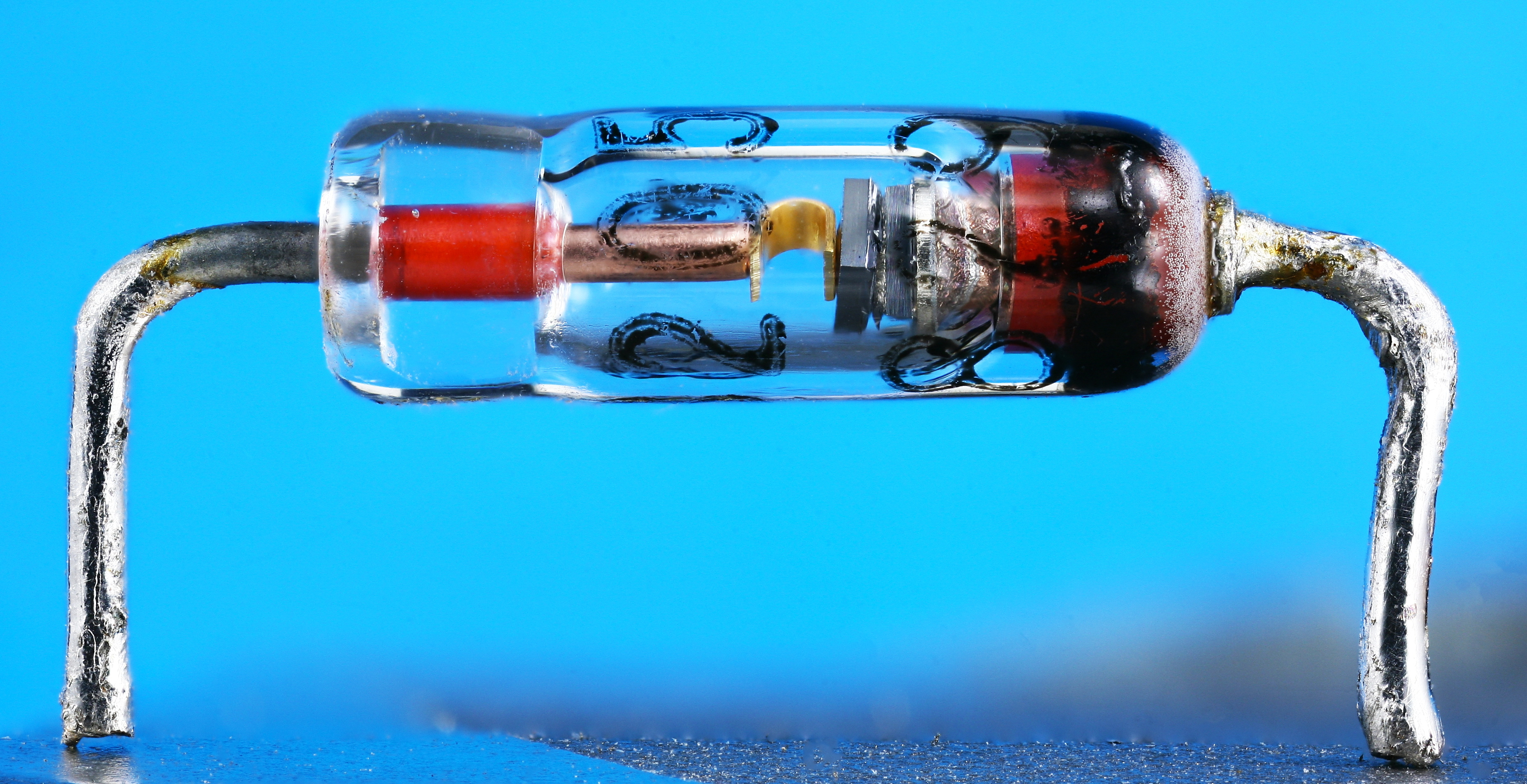
Eine Z-Diode (1N829) im Detail

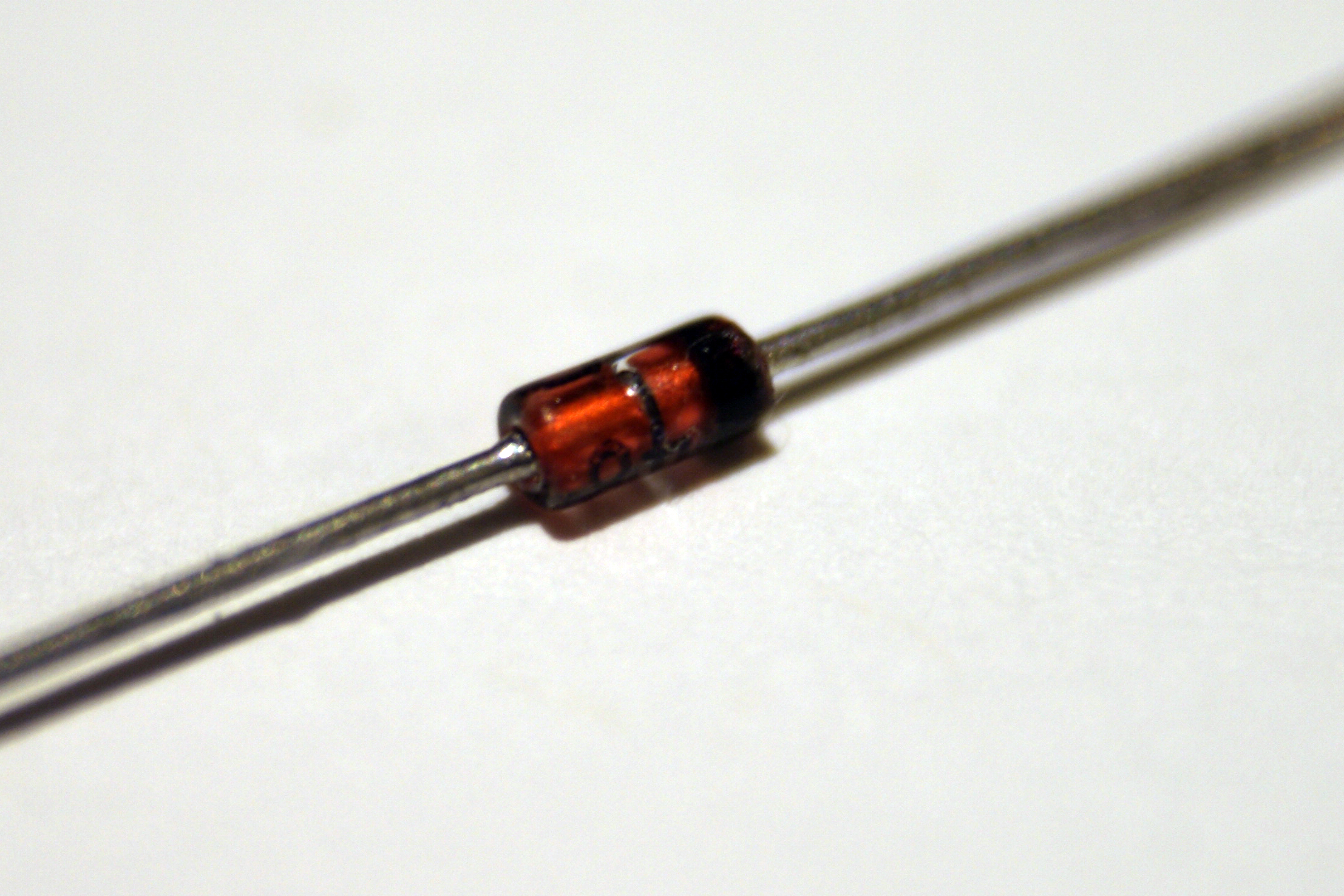
Eine typische Z-Diode

Eine Z-Diode, auch als Zener-Diode bezeichnet, ist eine Diode, die darauf ausgelegt ist, dauerhaft in Sperrrichtung im Bereich der Durchbruchspannung betrieben zu werden. Die Höhe dieser Durchbruchspannung UBR ist die Hauptkenngröße einer Z-Diode und ist im Datenblatt spezifiziert.
Erreicht wird das durch eine stark dotierte p+- und eine stark dotierte n+-Schicht. Die starke Rekombination beider Schichten führt zu einer sehr geringen Sperrschichtdicke und damit zu hohen Feldstärken im Bereich der Sperrschicht.
Früher wurden diese Dioden nach dem amerikanischen Physiker Clarence Melvin Zener, dem Entdecker des Zener-Effekts (Elektronen tunneln durch die Sperrschicht), benannt. Seit den 1970er Jahren wird der Name Z-Diode empfohlen, da nur für geringe Durchbruchspannungen der Zener-Effekt verantwortlich ist. In Durchlassrichtung verhalten sie sich wie normale Dioden. In Sperrrichtung sind Z-Dioden bei geringen Spannungen sperrend, genauso wie normale Dioden. Ab einer gewissen Sperrspannung, der so genannten Durchbruchspannung steigt der Strom innerhalb weniger hundert Millivolt um viele Größenordnungen an. Dieser Prozess hängt nicht (z. B. im Gegensatz zum Diac) von der Vorgeschichte ab, d. h., bei Spannungsverringerung verringert sich dieser Strom auch wieder. Daher sind Z-Dioden zur Spannungsstabilisierung (geringe Spannungsänderung bei großen Stromänderungen, eindeutige I(U)-Kennlinie) und zur Spannungsbegrenzung geeignet.
Auf Grund der geringen Sperrschichtdicke haben Z-Dioden eine große Sperrschichtkapazität, sie haben viele Gemeinsamkeiten mit Kapazitätsdioden.

Schaltzeichen einer Z-Diode zwischen Anode (A) und Kathode (K)

## Durchbrucheffekte

Kennlinien unterschiedlicher Z-Dioden

Die Durchbruchsspannung oder Z-Spannung (meist UBR von engl. breakdown voltage, seltener auch UZ) liegt bei Z-Dioden im Bereich 2,4–200 V (erweiterter Bereich: 1,8–300 V).
Beliebige höhere Spannungen sind durch Reihenschaltung erreichbar, bidirektionale Z-Dioden erhält man durch Anti-Reihenschaltung.
Wird nun UZ an die Diode in Sperrrichtung angelegt, so ergibt sich der Strom durch die Diode aus der Formel:
{\displaystyle I_{D}\approx I_{D,BR}=-I_{BR}\cdot e^{\frac {-U_{D}+U_{Z}}{n_{BR}\cdot U_{T}}}}
Bei niedrigen Z-Spannungen (unterhalb 3 V) ist für den Durchbruch der Zenereffekt mit seinem charakteristischen negativen Temperaturkoeffizienten (ca. −0,09 %/K) und seinem vergleichsweise flachen Durchbruch dominant. Bei höheren Z-Spannungen (oberhalb von 5 V) dominiert der Lawinendurchbruch-Effekt (engl. avalanche effect) mit seinem positiven Temperaturkoeffizienten (ca. +0,11 %/K) und dem wesentlich steileren Durchbruch. Bei Durchbruchspannungen zwischen 4,5 V und 5 V kompensieren sich die Temperaturkoeffizienten weitgehend. Auf Grund der unterschiedlichen Steilheit der Kennlinien beider Effekte ist die Kompensation stromabhängig und funktioniert für einen bestimmten Betriebsstrom weitgehend perfekt. Für höhere Ströme verlagert sich dieser Punkt zu niedrigeren Spannungen hin.
Dieses Problem war schon Clarence Zener bekannt, er schlug deshalb vor, die zunächst allgemein als Zenerdioden genannten Dioden in Zener-Dioden (mit Durchbruchspannungen unter 5 V) und in Z-Dioden (mit mehr als 5 V) aufzuteilen. Im Alltagsgebrauch hat sich der Begriff Z-Diode als übergreifende Bezeichnung von Zener- und Avalanche-Diode etabliert.
Beim Zener-Effekt durchtunneln die Elektronen die extrem dünne Sperrschicht, obwohl eigentlich keine Ladungsträger vorhanden sind. Beim Lawinendurchbruch werden die wenigen vorhandenen Elektronen durch das elektrische Feld beschleunigt und lösen durch Kollisionen weitere Elektronen aus dem Kristallgitter heraus. In Folge ergibt sich eine lawinenartig ansteigende Ladungsträgerkonzentration und damit eine lawinenartig steigende Leitfähigkeit.

## Temperaturabhängigkeit

Temperaturkoeffizient im Bezug zur Z-Spannung

Die Angabe der Z-Spannung UZ bezieht sich im Regelfall auf 300 K. Der Temperaturkoeffizient {\displaystyle k_{\vartheta }} oder TC gibt dafür die relative Änderung der Z-Spannung in Abhängigkeit von der Temperatur T an:
{\displaystyle k_{\vartheta }={TC}={\frac {1}{U_{Z}}}\cdot {\frac {\partial U_{Z}}{\partial T}}} bei ID = const.
In Datenblättern erfolgt häufig die Angabe des Temperaturkoeffizienten bezogen auf die Spannung in Millivolt pro Kelvin. Die Umrechnung geschieht wie folgt:
{\displaystyle S_{Z}=k_{\vartheta }\cdot U_{Z}}
Unterhalb von 7 V hängt der Temperaturkoeffizient deutlich vom Diodenstrom ab, weswegen immer die Angabe des Nennstroms erforderlich ist. 
Übliche Werte sind:
| TC(UZ)                                                                                               | UZ                                  |
| --- | ----------------------------------- |
| {\displaystyle \approx -6\cdot 10^{-4}\,\mathrm {K} ^{-1}}                                           | {\displaystyle 3{,}3\,\mathrm {V} } |
| {\displaystyle \approx 0}                                                                            | {\displaystyle 5{,}1\,\mathrm {V} } |
| {\displaystyle \approx +6\cdot 10^{-4}\,\mathrm {K} ^{-1}\cdots +10\cdot 10^{-4}\,\mathrm {K} ^{-1}} | {\displaystyle 47\,\mathrm {V} }    |

Die Z-Spannung und deren Änderung in Abhängigkeit von der Temperatur berechnet sich nach folgenden Formeln:
{\displaystyle \Delta U_{Z}(T)=k_{\vartheta }\cdot U_{Z}\cdot \left(T-300\,\mathrm {K} \right)}
{\displaystyle U_{Z}(T)=U_{Z}+\Delta U_{Z}(T)=U_{Z}\cdot \left[1+k_{\vartheta }\cdot \left(T-300\,\mathrm {K} \right)\right]}
Der Zener-Effekt hat einen negativen Temperaturkoeffizienten, der Lawineneffekt einen positiven. Bei ca. 5 V sind beide Koeffizienten etwa gleich groß und heben sich gegenseitig auf. Für besonders langzeitstabile Referenzen wurde alternativ eine Serienschaltung einer Z-Diode mit 6,2 bis 6,3 V und einem Temperaturkoeffizienten von +2 mV/K und einer normalen Siliziumdiode (oder Basis-Emitterstrecke eines Transistors) in Durchlassrichtung mit −2 mV/K auf demselben Chip verwendet, wodurch sich die Temperaturkoeffizienten aufheben. Als Referenzspannungsquellen in integrierten Schaltungen werden allerdings keine Z-Dioden, sondern Bandgap-Referenzen benutzt, da diese wesentlich preiswerter auf dem Chip zu integrieren sind (Z-Dioden würden viele zusätzliche Prozessschritte erfordern), wesentlich genauer und langzeitstabiler sind und vor allem bei geringen Spannungen (z. B. bei 3 V) arbeiten.
In Datenblättern werden gelegentlich Strom-Spannungs-Kennlinien angegeben, d. h. die Kennlinien der Dioden bei 25 °C und 125 °C.

## Ersatzschaltbild

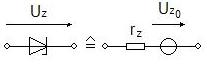
Ersatzschaltung

In der Ersatzschaltung ist {\displaystyle r_{z}} der differentielle Widerstand der Zener-Diode; sein Wert liegt typischerweise im Bereich einiger Ohm. Die Spannungsquelle {\displaystyle U_{z0}} repräsentiert die Zener-Spannung der Diode.

## Arbeitspunkt

Arbeitspunkt Z-Diode (3. Quadrant in 1. Quadranten verlegt)

Der Arbeitspunkt der Diode ist das Wertepaar aus Spannung und Stromstärke, das aufgrund der äußeren Beschaltung eingenommen wird. Der Arbeitspunkt einer Z-Diode befindet sich im Schnittpunkt der Diodenkennlinie und der Lastwiderstandskennlinie.
Im nebenstehenden Diagramm ist die Kennlinie mit einer lastabhängigen Versorgungsspannung dargestellt.
Abhängig von der Belastung stellen sich Arbeitspunkte mit unterschiedlichen Spannungen ein – bei Volllast die niedrigste, bei Leerlauf die höchste Spannung an der Z-Diode.
Der Arbeitspunkt bewegt sich dabei zwischen den Punkten 1 und 2 (Regelbereich), wodurch auch eine entsprechende Schwankung des Zener-Stromes IZ hervorgerufen wird.
Die untere Grenze des Regelbereiches ist durch den Knick der Kennlinie festgelegt und beträgt ca. 10 % von Imax. Mit einem veränderlichen Lastwiderstand kann der gesamte Regelbereich zwischen den Punkten 1 und 3 genutzt werden.

## Anwendung
In der Regel werden Z-Dioden in Sperrrichtung betrieben. Anwendung finden sie bei der Spannungsbegrenzung, beim Überlastschutz und, der häufigste Anwendungsbereich, bei der Spannungsstabilisierung.
Gebräuchlich ist z. B. die Parallelregelung einer Spannung für weitere elektronische Schaltungsteile, die eine stabile Versorgungs- oder Eingangsspannung benötigen. Ein weiteres Beispiel ist die Zenerbarriere.
Weiterhin lassen sich Z-Dioden sehr gut als Generator für weißes Rauschen nutzen, das durch den Lawineneffekt hervorgerufen wird.

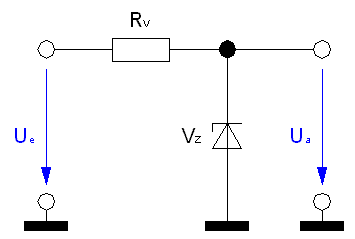
Spannungsbegrenzung mit Z-Diode
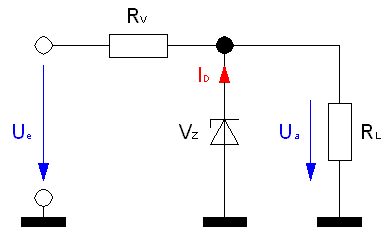
Spannungsstabilisierung mit Z-Diode
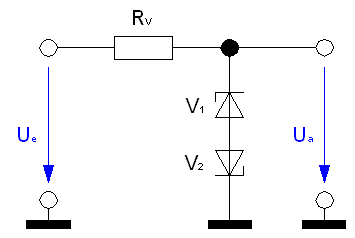
Symmetrische Spannungsbegrenzung mit antiseriellen Z-Dioden

Bei der Schaltung zur Spannungsbegrenzung sperrt die Z-Diode für Spannungen von {\displaystyle 0\leq U_{e}<U_{Z}}. Die Ausgangsspannung {\displaystyle U_{a}} ergibt sich in diesem Bereich nur aus dem Vorwiderstand {\displaystyle R_{V}} und – im Falle der Spannungsstabilisierung – dem Lastwiderstand {\displaystyle R_{L}}.
Wenn die Z-Diode bei {\displaystyle U_{e}\geq U_{Z}} leitet, liegt am Lastwiderstand maximal die Z-Spannung {\displaystyle U_{Z}} an.
Daraus ergibt sich die folgende Formel:
{\displaystyle U_{a}\approx \left\{{\begin{matrix}{U_{a}=U_{e}{\frac {R_{L}}{R_{V}+R_{L}}}}&{\text{wenn}}&{U_{e}<U_{Z}\cdot \left(1+{\frac {R_{V}}{R_{L}}}\right)}\\{U_{Z}}&{\text{wenn}}&{U_{e}>U_{Z}\cdot \left(1+{\frac {R_{V}}{R_{L}}}\right)}\end{matrix}}\right.}
Am Beispiel einer Z-Diode mit einer Z-Spannung von UZ = 10 V würde das in etwa wie folgt aussehen:
Daraus ergibt sich eine Glättung (Begrenzung) der eigentlichen Eingangsspannung und damit eine Stabilisierung der Ausgangsspannung. Diese werden über den Glättungsfaktor G und den Stabilisierungsfaktor S beschrieben, die sich aus den folgenden Formeln ergeben:
{\displaystyle G={\frac {\partial U_{e}}{\partial U_{a}}}=1+{\frac {R_{V}}{r_{Z}}}+{\frac {R_{V}}{R_{L}}}{\stackrel {\,(r_{Z}\ll R_{V},R_{L})\,}{=}}{\frac {R_{V}}{r_{Z}}}}
rz ist der differentielle Widerstand der Z-Diode, der möglichst klein sein soll. Mit den typischen Werten rz = 5 Ω und Rv = 1000 Ω werden Schwankungen der Eingangsspannung (auch die Restwelligkeit) auf 0,5 % reduziert.
Relativer Stabilisierungsfaktor S:
{\displaystyle S={\frac {\frac {\partial U_{e}}{U_{e}}}{\frac {\partial U_{a}}{U_{a}}}}={\frac {U_{a}}{U_{e}}}{\frac {\partial U_{e}}{\partial U_{a}}}={\frac {U_{a}}{U_{e}}}G\approx {\frac {U_{a}R_{V}}{U_{e}r_{Z}}}}
Die Symmetrische Spannungsbegrenzung funktioniert ähnlich wie die hier beschriebene Spannungsbegrenzung mit nur einer Z-Diode. Allerdings begrenzt sie auch negative Eingangsspannungen auf -UZ. Dazu kommt allerdings ein Spannungsabfall UD an der zweiten Z-Diode, die in diesem Fall leitend ist. Dieser verhält sich analog zum Spannungsabfall einer herkömmlichen Diode.
Eine bessere Möglichkeit zur Spannungsstabilisierung liefern Spannungsregler, welche die Spannung wesentlich präziser regeln können.

## Kennzeichnung

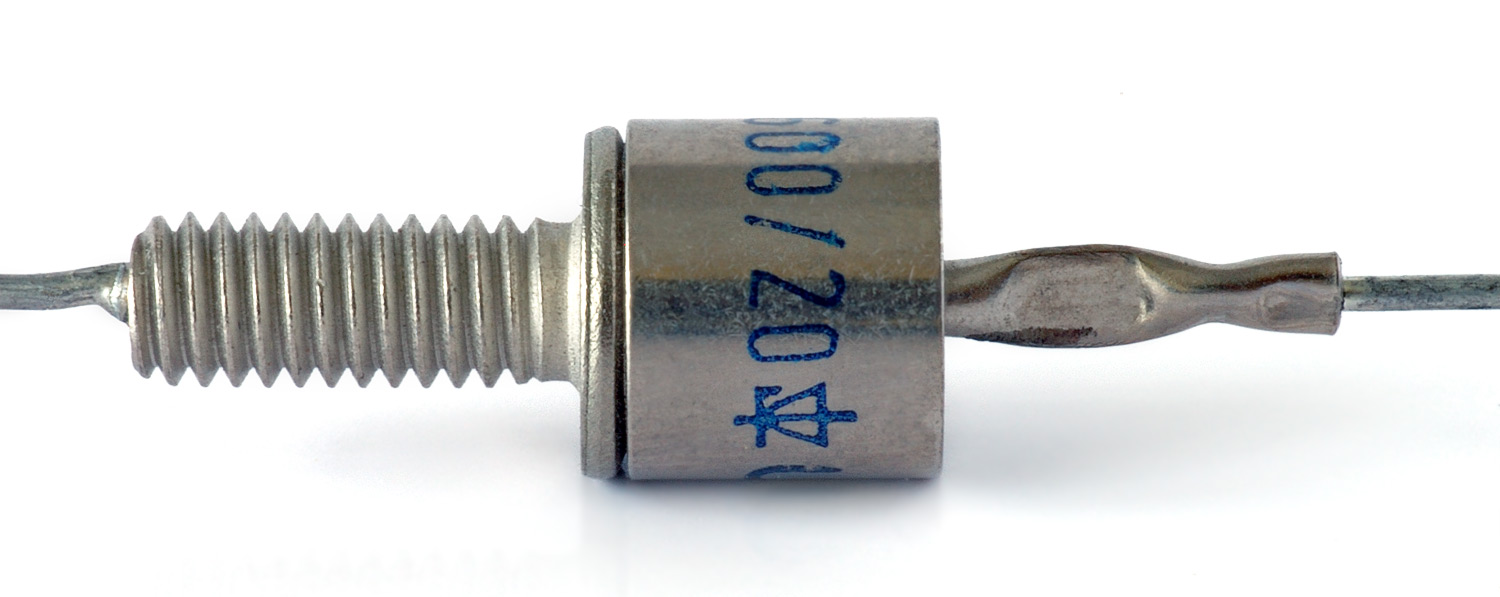
Leistungs-Zener-Diode SZ 600, Kathode links

Das Gehäuse von Zener-Dioden trägt an der Kathodenseite in der Regel einen Ring. Die Kennzeichnung entspricht damit den Konventionen anderer Dioden.